# Saíno da Armênia
Saíno (em latim: Sainus; em grego: Σάηνος; romaniz.: Sáēnos; em armênio: Շահէն; Šahen) foi um bispo armênio do gavar de Artaz entre 123 e 148, em sucessão de Muxe. Nada mais se sabe sobre a vida e atividades de Saíno.

## Nome
Saíno (Sainus; cf. Σάηνος, Sáēnos) é a forma latina do persa médio Xaém (Šāhēn), que significa "falcão grande e branco". Foi registrado em grego como Saim (Σάϊν, Sáin) ou Saém (Σαην, Saḗn), em persa novo como Xaim (شاهین, Šāhīn) e em armênio como Xaém (Շահէն, Šahen).